# Großriedenthal
Großriedenthal je obec v Rakousku ve spolkové zemi Dolní Rakousy v okrese Tulln.

## Geografie

### Geografická poloha
Großriedenthal se nachází ve spolkové zemi Dolní Rakousy v regionu Weinviertel. Rozloha území obce činí 18,75 km², z nichž 3,42 % je zalesněných.

### Části obce
Území obce Großriedenthal se skládá ze tří částí (v závorce uveden počet obyvatel k 1. 1. 2015):
- Großriedenthal (430)
- Neudegg (184)
- Ottenthal (312)

### Sousední obce
- na severu: Hohenwarth-Mühlbach am Manhartsberg , Ziersdorf, Heldenberg
- na východu: Großweikersdorf
- na jihu: Kirchberg am Wagram
- na západu: Fels am Wagram

## Politika

### Obecní zastupitelstvo
Obecní zastupitelstvo se skládá z 15 členů. Od komunálních voleb v roce 2015 zastávají následující strany tyto mandáty:
- 10 ÖVP
- 5 SPÖ

### Starosta
Nynějším starostou obce Großriedenthal je Franz Schneider ze strany ÖVP.